# باملين فردين
باملين واندا فردين (4 فبراير 1959)، ناشطة أمريكية في مجال حقوق الحيوان وممثلة سابقة. كانت مهنة فردين التمثيلية في المقام الأول خلال الستينيات والسبعينيات من القرن الماضي، رغم أنها عملت بشكل متقطع في المشاريع التي ظهرت في الثمانينيات والسنوات اللاحقة. بدأت حياتها المهنية في العديد من المسلسلات التلفزيونية، واكتسبت شهرة من خلال عملها كممثلة صوتية كتقديم صوت لوسي فان بيلت (1969) بالإضافة إلى عرضين تلفزيونيين آخرين.

## النشأة
ولدت فردين في لوس أنجلوس في 4 فبراير 1959، بدأت حياتها المهنية في سن الثالثة، وظهرت في إعلان تجاري لمنتجات الشعر. لديها شقيقتان كبيرتان، فاليري وويندي. التحقت فردين بمدرسة هربرت هوفر الثانوية وتخرجت منها عام 1977.

## المهنة
لعبت فردين دور كوكي ابنة بومستيدز في سلسلة سي بي إس 1968-1969. لعبت لاحقًا دور ابنة فيليكس أونغر إدنا في إصدار سلسلة إيه بي سي في السبعينيات وابنة بول ليند سالي في برنامج بول ليند الذي لم يستمر طويلًا.
ظهرت في ستار تريك عام 1968 كواحدة من مجموعة من الأطفال الأيتام بقيادة كائن فضائي له دوافع شريرة وفي سلسلة أكاديمية الفضاء عام 1977 بدور لورا جينتري.
انسحبت من التمثيل في منتصف الثمانينيات، وفي يناير من عام 2020، أصبحت باملين المضيفة المشاركة للبرنامج الحواري الترفيهي التلفزيوني (كين بوكسر لايف) مع المضيف كين بوكسر على قناة إس بي في سانتا باربارا، كاليفورنيا.

### النشاط
بعد ترك وظيفتها كمديرة للعلاقات العامة في منتصف التسعينيات، بدأت فردين العمل في مركز رعاية الحيوان في مدينة نيويورك. في أغسطس من عام 2004، قبلت فردين رئاسة منظمة لحماية الحيوانات وذلك وفقًا للبيانات المقدمة تحت القسم في المحكمة الجزئية الأمريكية في نيو جيرسي.
في عام 2004، وجّهت فردين اتهامًا لوالدي كيلي كين، وهي طفلة تبلغ من العمر ثلاث سنوات قُتلت في هجوم من قبل ذئب، بقتل ابنتهما واستخدام قصة هجوم حيوان للتغطية على الجريمة.
في 22 يونيو 2006، حُكم على فردين بالسجن لمدة 90 يومًا بتهمة التعدي على ممتلكات الغير والتظاهر خارج منزل موظف في إدارة خدمات الحيوانات في لوس أنجلوس. وقالت: هذه الإدانة لن تؤثر على حديثي وفضح الفظائع التي حدثت في الملاجئ الستة بالمدينة. أمضت 36 ساعة وأطلق سراحها قبل أن تقضي مدة العقوبة كاملة بسبب الازدحام في السجون.
في ديسمبر 2006، أعلنت مجموعة فيردين، رابطة الدفاع عن الحيوانات، لوس أنجلوس، أنها قد مُنحت 75000 دولار أمريكي كتعويض من مدينة لوس أنجلوس بسبب دعوى قضائية ضد الدعوى الإستراتيجية ضد المشاركة العامة.

## الحياة الشخصية
كانت عضوًا في النادي النسائي (كابّا ألفا ثيتا) في جامعة جنوب كاليفورنيا في عام 1978.
تخرجت من كلية التمريض بالمركز الطبي في مقاطعة لوس أنجلوس في ربيع عام 1981 وحصلت على أول وظيفة لها في الجناح الطبي في المركز الطبي في جامعة كاليفورنيا.
تزوجت الجراح فلاساك في 12 أكتوبر 1986، كانت نباتية منذ منتصف التسعينيات. كما أنها روّجت لتبني الحيوانات الأليفة بدلًا من شرائها.
أنهت مذكراتها اعتبارًا من ديسمبر 2020، شاركها في التأليف ريتشارد ريس، وتبحث الآن عن ناشر.